# Кайластуйське сільське поселення
Кайласту́йське сільське поселення (рос. Кайластуйское сельское поселение) — сільське поселення у складі Краснокаменського району Забайкальського краю Росії.
Адміністративний центр та єдиний населений пункт — село Кайластуй.

## Населення
Населення сільського поселення становить 588 осіб (2019; 808 у 2010, 1044 у 2002).